# Lista di asteroidi (293001-294000)
Di seguito una lista di asteroidi dal numero 293001 al 294000 con data di scoperta e scopritore.

## 293001-293100
| Nome     | Designazione provvisoria | Data di scoperta | Scopritore        |
| -------- | ------------------------ | ---------------- | ----------------- |
| 293001 - | 2006 WF20                | 17 novembre 2006 | Mt. Lemmon Survey |
| 293002 - | 2006 WS20                | 17 novembre 2006 | Mt. Lemmon Survey |
| 293003 - | 2006 WR21                | 17 novembre 2006 | Mt. Lemmon Survey |
| 293004 - | 2006 WO24                | 17 novembre 2006 | Mt. Lemmon Survey |
| 293005 - | 2006 WT26                | 18 novembre 2006 | CSS               |
| 293006 - | 2006 WU27                | 22 novembre 2006 | Yeung, W. K. Y.   |
| 293007 - | 2006 WD35                | 16 novembre 2006 | Spacewatch        |
| 293008 - | 2006 WW35                | 16 novembre 2006 | Spacewatch        |
| 293009 - | 2006 WT36                | 16 novembre 2006 | Spacewatch        |
| 293010 - | 2006 WD37                | 16 novembre 2006 | Spacewatch        |
| 293011 - | 2006 WV37                | 16 novembre 2006 | Spacewatch        |
| 293012 - | 2006 WE38                | 16 novembre 2006 | Spacewatch        |
| 293013 - | 2006 WF43                | 16 novembre 2006 | Mt. Lemmon Survey |
| 293014 - | 2006 WR43                | 16 novembre 2006 | Mt. Lemmon Survey |
| 293015 - | 2006 WN44                | 16 novembre 2006 | Spacewatch        |
| 293016 - | 2006 WK48                | 16 novembre 2006 | Spacewatch        |
| 293017 - | 2006 WJ50                | 16 novembre 2006 | Mt. Lemmon Survey |
| 293018 - | 2006 WX51                | 16 novembre 2006 | Mt. Lemmon Survey |
| 293019 - | 2006 WC54                | 16 novembre 2006 | Spacewatch        |
| 293020 - | 2006 WV54                | 16 novembre 2006 | Spacewatch        |
| 293021 - | 2006 WL55                | 16 novembre 2006 | Spacewatch        |
| 293022 - | 2006 WB58                | 17 novembre 2006 | Spacewatch        |
| 293023 - | 2006 WQ58                | 17 novembre 2006 | Spacewatch        |
| 293024 - | 2006 WS59                | 17 novembre 2006 | Mt. Lemmon Survey |
| 293025 - | 2006 WG61                | 17 novembre 2006 | Mt. Lemmon Survey |
| 293026 - | 2006 WD62                | 17 novembre 2006 | Spacewatch        |
| 293027 - | 2006 WM62                | 17 novembre 2006 | Mt. Lemmon Survey |
| 293028 - | 2006 WP69                | 17 novembre 2006 | Mt. Lemmon Survey |
| 293029 - | 2006 WV69                | 18 novembre 2006 | Spacewatch        |
| 293030 - | 2006 WM74                | 18 novembre 2006 | Spacewatch        |
| 293031 - | 2006 WC75                | 18 novembre 2006 | Spacewatch        |
| 293032 - | 2006 WC76                | 18 novembre 2006 | Spacewatch        |
| 293033 - | 2006 WF81                | 18 novembre 2006 | Spacewatch        |
| 293034 - | 2006 WF85                | 18 novembre 2006 | Spacewatch        |
| 293035 - | 2006 WC87                | 18 novembre 2006 | LINEAR            |
| 293036 - | 2006 WD87                | 18 novembre 2006 | LINEAR            |
| 293037 - | 2006 WY87                | 18 novembre 2006 | Mt. Lemmon Survey |
| 293038 - | 2006 WF89                | 18 novembre 2006 | Spacewatch        |
| 293039 - | 2006 WB94                | 19 novembre 2006 | Spacewatch        |
| 293040 - | 2006 WE95                | 19 novembre 2006 | Spacewatch        |
| 293041 - | 2006 WL97                | 19 novembre 2006 | Spacewatch        |
| 293042 - | 2006 WD98                | 19 novembre 2006 | Spacewatch        |
| 293043 - | 2006 WU99                | 19 novembre 2006 | Spacewatch        |
| 293044 - | 2006 WA100               | 19 novembre 2006 | CSS               |
| 293045 - | 2006 WG100               | 19 novembre 2006 | CSS               |
| 293046 - | 2006 WV100               | 19 novembre 2006 | LINEAR            |
| 293047 - | 2006 WK102               | 19 novembre 2006 | Spacewatch        |
| 293048 - | 2006 WN103               | 19 novembre 2006 | Spacewatch        |
| 293049 - | 2006 WT106               | 19 novembre 2006 | CSS               |
| 293050 - | 2006 WJ108               | 19 novembre 2006 | Spacewatch        |
| 293051 - | 2006 WW109               | 19 novembre 2006 | Spacewatch        |
| 293052 - | 2006 WQ114               | 20 novembre 2006 | Spacewatch        |
| 293053 - | 2006 WN124               | 22 novembre 2006 | Mt. Lemmon Survey |
| 293054 - | 2006 WP127               | 25 novembre 2006 | Mt. Lemmon Survey |
| 293055 - | 2006 WG128               | 24 novembre 2006 | Nyukasa           |
| 293056 - | 2006 WZ130               | 18 novembre 2006 | CSS               |
| 293057 - | 2006 WD133               | 18 novembre 2006 | Spacewatch        |
| 293058 - | 2006 WZ144               | 20 novembre 2006 | Spacewatch        |
| 293059 - | 2006 WB147               | 20 novembre 2006 | Spacewatch        |
| 293060 - | 2006 WD149               | 20 novembre 2006 | Spacewatch        |
| 293061 - | 2006 WN149               | 20 novembre 2006 | Spacewatch        |
| 293062 - | 2006 WE151               | 21 novembre 2006 | Mt. Lemmon Survey |
| 293063 - | 2006 WL153               | 21 novembre 2006 | Mt. Lemmon Survey |
| 293064 - | 2006 WT153               | 22 novembre 2006 | Spacewatch        |
| 293065 - | 2006 WS156               | 22 novembre 2006 | Mt. Lemmon Survey |
| 293066 - | 2006 WP157               | 22 novembre 2006 | CSS               |
| 293067 - | 2006 WC159               | 22 novembre 2006 | Spacewatch        |
| 293068 - | 2006 WE159               | 22 novembre 2006 | Spacewatch        |
| 293069 - | 2006 WW166               | 23 novembre 2006 | Spacewatch        |
| 293070 - | 2006 WJ167               | 23 novembre 2006 | Spacewatch        |
| 293071 - | 2006 WL167               | 23 novembre 2006 | Spacewatch        |
| 293072 - | 2006 WA171               | 23 novembre 2006 | Spacewatch        |
| 293073 - | 2006 WC171               | 23 novembre 2006 | Spacewatch        |
| 293074 - | 2006 WB173               | 23 novembre 2006 | Spacewatch        |
| 293075 - | 2006 WO174               | 23 novembre 2006 | Spacewatch        |
| 293076 - | 2006 WP174               | 23 novembre 2006 | Spacewatch        |
| 293077 - | 2006 WZ175               | 23 novembre 2006 | Spacewatch        |
| 293078 - | 2006 WV176               | 23 novembre 2006 | Mt. Lemmon Survey |
| 293079 - | 2006 WF180               | 24 novembre 2006 | Mt. Lemmon Survey |
| 293080 - | 2006 WR181               | 24 novembre 2006 | Mt. Lemmon Survey |
| 293081 - | 2006 WR182               | 24 novembre 2006 | Spacewatch        |
| 293082 - | 2006 WP183               | 25 novembre 2006 | Mt. Lemmon Survey |
| 293083 - | 2006 WV188               | 24 novembre 2006 | Spacewatch        |
| 293084 - | 2006 WS190               | 25 novembre 2006 | Spacewatch        |
| 293085 - | 2006 WD191               | 27 novembre 2006 | Spacewatch        |
| 293086 - | 2006 WU191               | 27 novembre 2006 | Spacewatch        |
| 293087 - | 2006 WZ193               | 27 novembre 2006 | Spacewatch        |
| 293088 - | 2006 WT194               | 28 novembre 2006 | Spacewatch        |
| 293089 - | 2006 WK195               | 30 novembre 2006 | Spacewatch        |
| 293090 - | 2006 WD198               | 22 novembre 2006 | Mt. Lemmon Survey |
| 293091 - | 2006 WK200               | 19 novembre 2006 | Spacewatch        |
| 293092 - | 2006 WS201               | 22 novembre 2006 | Mt. Lemmon Survey |
| 293093 - | 2006 WF202               | 22 novembre 2006 | Spacewatch        |
| 293094 - | 2006 WT202               | 27 novembre 2006 | Spacewatch        |
| 293095 - | 2006 XV3                 | 13 dicembre 2006 | LINEAR            |
| 293096 - | 2006 XX3                 | 14 dicembre 2006 | LINEAR            |
| 293097 - | 2006 XE12                | 10 dicembre 2006 | Spacewatch        |
| 293098 - | 2006 XH12                | 10 dicembre 2006 | Spacewatch        |
| 293099 - | 2006 XN12                | 10 dicembre 2006 | Spacewatch        |
| 293100 - | 2006 XZ14                | 10 dicembre 2006 | Spacewatch        |

## 293101-293200
| Nome           | Designazione provvisoria | Data di scoperta | Scopritore        |
| -------------- | ------------------------ | ---------------- | ----------------- |
| 293101 -       | 2006 XZ15                | 10 dicembre 2006 | Spacewatch        |
| 293102 -       | 2006 XU16                | 10 dicembre 2006 | Spacewatch        |
| 293103 -       | 2006 XS17                | 10 dicembre 2006 | Spacewatch        |
| 293104 -       | 2006 XY17                | 10 dicembre 2006 | Spacewatch        |
| 293105 -       | 2006 XF19                | 11 dicembre 2006 | Spacewatch        |
| 293106 -       | 2006 XN21                | 12 dicembre 2006 | Spacewatch        |
| 293107 -       | 2006 XT21                | 12 dicembre 2006 | Spacewatch        |
| 293108 -       | 2006 XC22                | 12 dicembre 2006 | Spacewatch        |
| 293109 -       | 2006 XL22                | 12 dicembre 2006 | Spacewatch        |
| 293110 -       | 2006 XO25                | 12 dicembre 2006 | Mt. Lemmon Survey |
| 293111 -       | 2006 XH26                | 12 dicembre 2006 | CSS               |
| 293112 -       | 2006 XH27                | 13 dicembre 2006 | Spacewatch        |
| 293113 -       | 2006 XA29                | 13 dicembre 2006 | Mt. Lemmon Survey |
| 293114 -       | 2006 XH29                | 13 dicembre 2006 | Mt. Lemmon Survey |
| 293115 -       | 2006 XJ29                | 13 dicembre 2006 | Mt. Lemmon Survey |
| 293116 -       | 2006 XS33                | 11 dicembre 2006 | Spacewatch        |
| 293117 -       | 2006 XK35                | 11 dicembre 2006 | Spacewatch        |
| 293118 -       | 2006 XR35                | 11 dicembre 2006 | Spacewatch        |
| 293119 -       | 2006 XB36                | 11 dicembre 2006 | CSS               |
| 293120 -       | 2006 XF36                | 11 dicembre 2006 | Spacewatch        |
| 293121 -       | 2006 XT36                | 11 dicembre 2006 | Spacewatch        |
| 293122 -       | 2006 XV44                | 13 dicembre 2006 | Spacewatch        |
| 293123 -       | 2006 XC45                | 13 dicembre 2006 | Spacewatch        |
| 293124 -       | 2006 XZ45                | 13 dicembre 2006 | LINEAR            |
| 293125 -       | 2006 XE48                | 13 dicembre 2006 | LINEAR            |
| 293126 -       | 2006 XD49                | 13 dicembre 2006 | Mt. Lemmon Survey |
| 293127 -       | 2006 XW52                | 14 dicembre 2006 | LINEAR            |
| 293128 -       | 2006 XO54                | 15 dicembre 2006 | Spacewatch        |
| 293129 -       | 2006 XC55                | 15 dicembre 2006 | LINEAR            |
| 293130 -       | 2006 XO56                | 13 dicembre 2006 | Spacewatch        |
| 293131 Meteora | 2006 XV56                | 15 dicembre 2006 | Casulli, V. S.    |
| 293132 -       | 2006 XW56                | 12 dicembre 2006 | CSS               |
| 293133 -       | 2006 XA60                | 14 dicembre 2006 | Spacewatch        |
| 293134 -       | 2006 XP61                | 15 dicembre 2006 | Spacewatch        |
| 293135 -       | 2006 XX63                | 11 dicembre 2006 | LINEAR            |
| 293136 -       | 2006 XM64                | 12 dicembre 2006 | LINEAR            |
| 293137 -       | 2006 XQ64                | 12 dicembre 2006 | LINEAR            |
| 293138 -       | 2006 XG65                | 12 dicembre 2006 | NEAT              |
| 293139 -       | 2006 XW68                | 12 dicembre 2006 | NEAT              |
| 293140 -       | 2006 XZ68                | 11 dicembre 2006 | Spacewatch        |
| 293141 -       | 2006 XM69                | 13 dicembre 2006 | Spacewatch        |
| 293142 -       | 2006 XQ69                | 15 dicembre 2006 | Mt. Lemmon Survey |
| 293143 -       | 2006 XR72                | 13 dicembre 2006 | Mt. Lemmon Survey |
| 293144 -       | 2006 XS72                | 13 dicembre 2006 | Spacewatch        |
| 293145 -       | 2006 YP1                 | 16 dicembre 2006 | Mt. Lemmon Survey |
| 293146 -       | 2006 YR4                 | 16 dicembre 2006 | Mt. Lemmon Survey |
| 293147 -       | 2006 YK5                 | 17 dicembre 2006 | Mt. Lemmon Survey |
| 293148 -       | 2006 YS5                 | 17 dicembre 2006 | Mt. Lemmon Survey |
| 293149 -       | 2006 YT5                 | 17 dicembre 2006 | Mt. Lemmon Survey |
| 293150 -       | 2006 YG7                 | 20 dicembre 2006 | NEAT              |
| 293151 -       | 2006 YQ8                 | 20 dicembre 2006 | Mt. Lemmon Survey |
| 293152 -       | 2006 YM10                | 21 dicembre 2006 | LONEOS            |
| 293153 -       | 2006 YB12                | 22 dicembre 2006 | Crni Vrh          |
| 293154 -       | 2006 YL12                | 20 dicembre 2006 | Nyukasa           |
| 293155 -       | 2006 YX12                | 24 dicembre 2006 | Sposetti, S.      |
| 293156 -       | 2006 YK14                | 25 dicembre 2006 | Sposetti, S.      |
| 293157 -       | 2006 YO15                | 20 dicembre 2006 | NEAT              |
| 293158 -       | 2006 YQ15                | 20 dicembre 2006 | NEAT              |
| 293159 -       | 2006 YW16                | 21 dicembre 2006 | Mt. Lemmon Survey |
| 293160 -       | 2006 YU17                | 22 dicembre 2006 | Mt. Lemmon Survey |
| 293161 -       | 2006 YL20                | 21 dicembre 2006 | Spacewatch        |
| 293162 -       | 2006 YA21                | 21 dicembre 2006 | Spacewatch        |
| 293163 -       | 2006 YP21                | 21 dicembre 2006 | Spacewatch        |
| 293164 -       | 2006 YD25                | 21 dicembre 2006 | Spacewatch        |
| 293165 -       | 2006 YZ26                | 21 dicembre 2006 | Spacewatch        |
| 293166 -       | 2006 YU31                | 21 dicembre 2006 | Spacewatch        |
| 293167 -       | 2006 YC38                | 21 dicembre 2006 | Spacewatch        |
| 293168 -       | 2006 YX41                | 22 dicembre 2006 | LINEAR            |
| 293169 -       | 2006 YN47                | 23 dicembre 2006 | Mt. Lemmon Survey |
| 293170 -       | 2006 YU47                | 24 dicembre 2006 | CSS               |
| 293171 -       | 2006 YT48                | 24 dicembre 2006 | Spacewatch        |
| 293172 -       | 2006 YJ51                | 24 dicembre 2006 | Spacewatch        |
| 293173 -       | 2006 YN51                | 27 dicembre 2006 | Mt. Lemmon Survey |
| 293174 -       | 2006 YY51                | 27 dicembre 2006 | Mt. Lemmon Survey |
| 293175 -       | 2006 YA52                | 27 dicembre 2006 | Mt. Lemmon Survey |
| 293176 -       | 2006 YR52                | 16 dicembre 2006 | Spacewatch        |
| 293177 -       | 2007 AE4                 | 8 gennaio 2007   | CSS               |
| 293178 -       | 2007 AV6                 | 9 gennaio 2007   | Spacewatch        |
| 293179 -       | 2007 AP10                | 10 gennaio 2007  | LINEAR            |
| 293180 -       | 2007 AY10                | 9 gennaio 2007   | Spacewatch        |
| 293181 -       | 2007 AW11                | 15 gennaio 2007  | Spacewatch        |
| 293182 -       | 2007 AW14                | 10 gennaio 2007  | Mt. Lemmon Survey |
| 293183 -       | 2007 AZ14                | 10 gennaio 2007  | Mt. Lemmon Survey |
| 293184 -       | 2007 AE17                | 15 gennaio 2007  | CSS               |
| 293185 -       | 2007 AK19                | 15 gennaio 2007  | LONEOS            |
| 293186 -       | 2007 AO21                | 15 gennaio 2007  | CSS               |
| 293187 -       | 2007 AR24                | 15 gennaio 2007  | CSS               |
| 293188 -       | 2007 AR25                | 15 gennaio 2007  | LONEOS            |
| 293189 -       | 2007 AS25                | 15 gennaio 2007  | CSS               |
| 293190 -       | 2007 AU28                | 10 gennaio 2007  | Mt. Lemmon Survey |
| 293191 -       | 2007 AX28                | 10 gennaio 2007  | Mt. Lemmon Survey |
| 293192 -       | 2007 AH30                | 9 gennaio 2007   | Mt. Lemmon Survey |
| 293193 -       | 2007 AA31                | 10 gennaio 2007  | Mt. Lemmon Survey |
| 293194 -       | 2007 AC31                | 10 gennaio 2007  | Mt. Lemmon Survey |
| 293195 -       | 2007 BK2                 | 16 gennaio 2007  | CSS               |
| 293196 -       | 2007 BR5                 | 17 gennaio 2007  | CSS               |
| 293197 -       | 2007 BH6                 | 17 gennaio 2007  | NEAT              |
| 293198 -       | 2007 BU6                 | 17 gennaio 2007  | Spacewatch        |
| 293199 -       | 2007 BF9                 | 17 gennaio 2007  | CSS               |
| 293200 -       | 2007 BO10                | 17 gennaio 2007  | NEAT              |

## 293201-293300
| Nome     | Designazione provvisoria | Data di scoperta | Scopritore            |
| -------- | ------------------------ | ---------------- | --------------------- |
| 293201 - | 2007 BC11                | 17 gennaio 2007  | Spacewatch            |
| 293202 - | 2007 BC12                | 17 gennaio 2007  | Spacewatch            |
| 293203 - | 2007 BG13                | 17 gennaio 2007  | Spacewatch            |
| 293204 - | 2007 BK13                | 17 gennaio 2007  | Spacewatch            |
| 293205 - | 2007 BO15                | 17 gennaio 2007  | Spacewatch            |
| 293206 - | 2007 BK17                | 17 gennaio 2007  | NEAT                  |
| 293207 - | 2007 BX17                | 17 gennaio 2007  | Spacewatch            |
| 293208 - | 2007 BM18                | 17 gennaio 2007  | NEAT                  |
| 293209 - | 2007 BD19                | 21 gennaio 2007  | LINEAR                |
| 293210 - | 2007 BJ20                | 23 gennaio 2007  | LONEOS                |
| 293211 - | 2007 BX20                | 18 gennaio 2007  | NEAT                  |
| 293212 - | 2007 BE22                | 24 gennaio 2007  | LINEAR                |
| 293213 - | 2007 BJ24                | 24 gennaio 2007  | Mt. Lemmon Survey     |
| 293214 - | 2007 BJ25                | 24 gennaio 2007  | Mt. Lemmon Survey     |
| 293215 - | 2007 BJ27                | 24 gennaio 2007  | CSS                   |
| 293216 - | 2007 BY27                | 24 gennaio 2007  | Mt. Lemmon Survey     |
| 293217 - | 2007 BJ28                | 24 gennaio 2007  | Mt. Lemmon Survey     |
| 293218 - | 2007 BN35                | 24 gennaio 2007  | Mt. Lemmon Survey     |
| 293219 - | 2007 BP36                | 24 gennaio 2007  | LINEAR                |
| 293220 - | 2007 BS37                | 24 gennaio 2007  | Mt. Lemmon Survey     |
| 293221 - | 2007 BK38                | 24 gennaio 2007  | CSS                   |
| 293222 - | 2007 BF40                | 24 gennaio 2007  | Mt. Lemmon Survey     |
| 293223 - | 2007 BN40                | 24 gennaio 2007  | Mt. Lemmon Survey     |
| 293224 - | 2007 BH42                | 24 gennaio 2007  | CSS                   |
| 293225 - | 2007 BA50                | 27 gennaio 2007  | Spacewatch            |
| 293226 - | 2007 BS56                | 24 gennaio 2007  | LINEAR                |
| 293227 - | 2007 BA58                | 24 gennaio 2007  | CSS                   |
| 293228 - | 2007 BM59                | 25 gennaio 2007  | CSS                   |
| 293229 - | 2007 BS60                | 26 gennaio 2007  | Spacewatch            |
| 293230 - | 2007 BB61                | 27 gennaio 2007  | Mt. Lemmon Survey     |
| 293231 - | 2007 BS61                | 27 gennaio 2007  | Mt. Lemmon Survey     |
| 293232 - | 2007 BB63                | 27 gennaio 2007  | Mt. Lemmon Survey     |
| 293233 - | 2007 BM64                | 27 gennaio 2007  | Mt. Lemmon Survey     |
| 293234 - | 2007 BR64                | 27 gennaio 2007  | Spacewatch            |
| 293235 - | 2007 BR67                | 27 gennaio 2007  | Mt. Lemmon Survey     |
| 293236 - | 2007 BM68                | 27 gennaio 2007  | Mt. Lemmon Survey     |
| 293237 - | 2007 BQ69                | 27 gennaio 2007  | Spacewatch            |
| 293238 - | 2007 BY69                | 27 gennaio 2007  | Mt. Lemmon Survey     |
| 293239 - | 2007 BC71                | 28 gennaio 2007  | Mt. Lemmon Survey     |
| 293240 - | 2007 BO74                | 17 gennaio 2007  | Mt. Lemmon Survey     |
| 293241 - | 2007 BH75                | 28 gennaio 2007  | Mt. Lemmon Survey     |
| 293242 - | 2007 BK75                | 29 gennaio 2007  | Spacewatch            |
| 293243 - | 2007 BT77                | 28 gennaio 2007  | Mt. Lemmon Survey     |
| 293244 - | 2007 BD78                | 28 gennaio 2007  | Mt. Lemmon Survey     |
| 293245 - | 2007 BZ78                | 27 gennaio 2007  | Mt. Lemmon Survey     |
| 293246 - | 2007 BR80                | 17 gennaio 2007  | Spacewatch            |
| 293247 - | 2007 BF101               | 27 gennaio 2007  | Spacewatch            |
| 293248 - | 2007 CS1                 | 6 febbraio 2007  | Spacewatch            |
| 293249 - | 2007 CU1                 | 6 febbraio 2007  | Mt. Lemmon Survey     |
| 293250 - | 2007 CW1                 | 6 febbraio 2007  | Spacewatch            |
| 293251 - | 2007 CF2                 | 6 febbraio 2007  | Spacewatch            |
| 293252 - | 2007 CO3                 | 6 febbraio 2007  | Spacewatch            |
| 293253 - | 2007 CE9                 | 6 febbraio 2007  | Spacewatch            |
| 293254 - | 2007 CZ11                | 6 febbraio 2007  | Spacewatch            |
| 293255 - | 2007 CF12                | 6 febbraio 2007  | Spacewatch            |
| 293256 - | 2007 CH12                | 6 febbraio 2007  | Mt. Lemmon Survey     |
| 293257 - | 2007 CK13                | 7 febbraio 2007  | Mt. Lemmon Survey     |
| 293258 - | 2007 CO15                | 5 febbraio 2007  | NEAT                  |
| 293259 - | 2007 CL18                | 8 febbraio 2007  | Mt. Lemmon Survey     |
| 293260 - | 2007 CE19                | 9 febbraio 2007  | Yeung, W. K. Y.       |
| 293261 - | 2007 CX20                | 6 febbraio 2007  | Mt. Lemmon Survey     |
| 293262 - | 2007 CJ21                | 6 febbraio 2007  | NEAT                  |
| 293263 - | 2007 CR22                | 6 febbraio 2007  | Mt. Lemmon Survey     |
| 293264 - | 2007 CO24                | 8 febbraio 2007  | Mt. Lemmon Survey     |
| 293265 - | 2007 CW24                | 8 febbraio 2007  | Mt. Lemmon Survey     |
| 293266 - | 2007 CJ25                | 8 febbraio 2007  | Spacewatch            |
| 293267 - | 2007 CP25                | 9 febbraio 2007  | Spacewatch            |
| 293268 - | 2007 CY32                | 6 febbraio 2007  | Mt. Lemmon Survey     |
| 293269 - | 2007 CY33                | 6 febbraio 2007  | Mt. Lemmon Survey     |
| 293270 - | 2007 CC34                | 6 febbraio 2007  | Mt. Lemmon Survey     |
| 293271 - | 2007 CS39                | 6 febbraio 2007  | Mt. Lemmon Survey     |
| 293272 - | 2007 CR40                | 7 febbraio 2007  | Spacewatch            |
| 293273 - | 2007 CT43                | 8 febbraio 2007  | Spacewatch            |
| 293274 - | 2007 CW46                | 8 febbraio 2007  | NEAT                  |
| 293275 - | 2007 CZ46                | 8 febbraio 2007  | NEAT                  |
| 293276 - | 2007 CJ48                | 10 febbraio 2007 | Mt. Lemmon Survey     |
| 293277 - | 2007 CM48                | 10 febbraio 2007 | Mt. Lemmon Survey     |
| 293278 - | 2007 CO50                | 9 febbraio 2007  | Spacewatch            |
| 293279 - | 2007 CN54                | 14 febbraio 2007 | Lin, C.-S., Ye, Q.-z. |
| 293280 - | 2007 CW55                | 13 febbraio 2007 | Mt. Lemmon Survey     |
| 293281 - | 2007 CY56                | 15 novembre 2006 | Mt. Lemmon Survey     |
| 293282 - | 2007 CZ58                | 10 febbraio 2007 | NEAT                  |
| 293283 - | 2007 CV59                | 10 febbraio 2007 | CSS                   |
| 293284 - | 2007 CD60                | 10 febbraio 2007 | CSS                   |
| 293285 - | 2007 CV63                | 15 febbraio 2007 | CSS                   |
| 293286 - | 2007 DM                  | 16 febbraio 2007 | Apitzsch, R.          |
| 293287 - | 2007 DS1                 | 16 febbraio 2007 | Mt. Lemmon Survey     |
| 293288 - | 2007 DG4                 | 16 febbraio 2007 | Mt. Lemmon Survey     |
| 293289 - | 2007 DC7                 | 18 febbraio 2007 | LINEAR                |
| 293290 - | 2007 DG7                 | 17 febbraio 2007 | Mt. Lemmon Survey     |
| 293291 - | 2007 DT11                | 16 febbraio 2007 | NEAT                  |
| 293292 - | 2007 DU14                | 17 febbraio 2007 | Spacewatch            |
| 293293 - | 2007 DL15                | 17 febbraio 2007 | Spacewatch            |
| 293294 - | 2007 DT15                | 17 febbraio 2007 | Spacewatch            |
| 293295 - | 2007 DK18                | 17 febbraio 2007 | Spacewatch            |
| 293296 - | 2007 DR20                | 17 febbraio 2007 | Spacewatch            |
| 293297 - | 2007 DL23                | 17 febbraio 2007 | Spacewatch            |
| 293298 - | 2007 DD24                | 17 febbraio 2007 | Spacewatch            |
| 293299 - | 2007 DT25                | 17 febbraio 2007 | Spacewatch            |
| 293300 - | 2007 DP27                | 17 febbraio 2007 | Spacewatch            |

## 293301-293400
| Nome           | Designazione provvisoria | Data di scoperta | Scopritore            |
| -------------- | ------------------------ | ---------------- | --------------------- |
| 293301 -       | 2007 DX28                | 17 febbraio 2007 | Spacewatch            |
| 293302 -       | 2007 DD30                | 17 febbraio 2007 | Spacewatch            |
| 293303 -       | 2007 DY30                | 17 febbraio 2007 | Spacewatch            |
| 293304 -       | 2007 DV32                | 17 febbraio 2007 | Spacewatch            |
| 293305 -       | 2007 DQ33                | 17 febbraio 2007 | Spacewatch            |
| 293306 -       | 2007 DR33                | 17 febbraio 2007 | Spacewatch            |
| 293307 -       | 2007 DQ37                | 17 febbraio 2007 | Spacewatch            |
| 293308 -       | 2007 DT37                | 17 febbraio 2007 | Spacewatch            |
| 293309 -       | 2007 DF39                | 17 febbraio 2007 | Spacewatch            |
| 293310 -       | 2007 DW40                | 21 febbraio 2007 | Calvin College        |
| 293311 -       | 2007 DS41                | 16 febbraio 2007 | Mt. Lemmon Survey     |
| 293312 -       | 2007 DU42                | 17 febbraio 2007 | CSS                   |
| 293313 -       | 2007 DV44                | 19 febbraio 2007 | Spacewatch            |
| 293314 -       | 2007 DD45                | 19 febbraio 2007 | Mt. Lemmon Survey     |
| 293315 -       | 2007 DY46                | 21 febbraio 2007 | LINEAR                |
| 293316 -       | 2007 DN47                | 21 febbraio 2007 | Mt. Lemmon Survey     |
| 293317 -       | 2007 DO50                | 17 febbraio 2007 | Spacewatch            |
| 293318 -       | 2007 DA51                | 17 febbraio 2007 | Spacewatch            |
| 293319 -       | 2007 DG51                | 17 febbraio 2007 | CSS                   |
| 293320 -       | 2007 DQ52                | 19 febbraio 2007 | Mt. Lemmon Survey     |
| 293321 -       | 2007 DV53                | 19 febbraio 2007 | Mt. Lemmon Survey     |
| 293322 -       | 2007 DC55                | 21 febbraio 2007 | LINEAR                |
| 293323 -       | 2007 DE58                | 21 febbraio 2007 | Spacewatch            |
| 293324 -       | 2007 DG58                | 21 febbraio 2007 | Spacewatch            |
| 293325 -       | 2007 DL58                | 21 febbraio 2007 | Spacewatch            |
| 293326 -       | 2007 DT63                | 21 febbraio 2007 | Spacewatch            |
| 293327 -       | 2007 DS65                | 21 febbraio 2007 | LINEAR                |
| 293328 -       | 2007 DT65                | 21 febbraio 2007 | LINEAR                |
| 293329 -       | 2007 DG67                | 21 febbraio 2007 | Spacewatch            |
| 293330 -       | 2007 DZ67                | 21 febbraio 2007 | Spacewatch            |
| 293331 -       | 2007 DY68                | 21 febbraio 2007 | Spacewatch            |
| 293332 -       | 2007 DV71                | 21 febbraio 2007 | Spacewatch            |
| 293333 -       | 2007 DB75                | 21 febbraio 2007 | Spacewatch            |
| 293334 -       | 2007 DE77                | 22 febbraio 2007 | CSS                   |
| 293335 -       | 2007 DW79                | 23 febbraio 2007 | Mt. Lemmon Survey     |
| 293336 -       | 2007 DW86                | 23 febbraio 2007 | Mt. Lemmon Survey     |
| 293337 -       | 2007 DZ86                | 23 febbraio 2007 | Mt. Lemmon Survey     |
| 293338 -       | 2007 DK87                | 23 febbraio 2007 | Spacewatch            |
| 293339 -       | 2007 DD90                | 23 febbraio 2007 | Spacewatch            |
| 293340 -       | 2007 DH90                | 23 febbraio 2007 | Spacewatch            |
| 293341 -       | 2007 DM92                | 23 febbraio 2007 | Spacewatch            |
| 293342 -       | 2007 DR97                | 23 febbraio 2007 | Spacewatch            |
| 293343 -       | 2007 DW98                | 25 febbraio 2007 | Mt. Lemmon Survey     |
| 293344 -       | 2007 DM100               | 25 febbraio 2007 | Spacewatch            |
| 293345 -       | 2007 DD105               | 21 febbraio 2007 | Mt. Lemmon Survey     |
| 293346 -       | 2007 DG105               | 26 febbraio 2007 | Mt. Lemmon Survey     |
| 293347 -       | 2007 DP105               | 17 febbraio 2007 | Spacewatch            |
| 293348 -       | 2007 DW105               | 21 febbraio 2007 | Mt. Lemmon Survey     |
| 293349 -       | 2007 DS106               | 22 febbraio 2007 | Spacewatch            |
| 293350 -       | 2007 DX106               | 23 febbraio 2007 | Spacewatch            |
| 293351 -       | 2007 DH109               | 22 febbraio 2007 | CSS                   |
| 293352 -       | 2007 DS109               | 19 febbraio 2007 | Mt. Lemmon Survey     |
| 293353 -       | 2007 DZ109               | 25 febbraio 2007 | Mt. Lemmon Survey     |
| 293354 -       | 2007 DB110               | 27 febbraio 2007 | Spacewatch            |
| 293355 -       | 2007 DM110               | 17 febbraio 2007 | Mt. Lemmon Survey     |
| 293356 -       | 2007 DV111               | 25 febbraio 2007 | Mt. Lemmon Survey     |
| 293357 -       | 2007 DF113               | 17 febbraio 2007 | Mt. Lemmon Survey     |
| 293358 -       | 2007 DT115               | 21 febbraio 2007 | Mt. Lemmon Survey     |
| 293359 -       | 2007 EE                  | 7 marzo 2007     | Apitzsch, R.          |
| 293360 -       | 2007 EV1                 | 9 marzo 2007     | Spacewatch            |
| 293361 -       | 2007 EN2                 | 9 marzo 2007     | CSS                   |
| 293362 -       | 2007 ET2                 | 9 marzo 2007     | Mt. Lemmon Survey     |
| 293363 -       | 2007 EX4                 | 9 marzo 2007     | NEAT                  |
| 293364 -       | 2007 EQ5                 | 9 marzo 2007     | Mt. Lemmon Survey     |
| 293365 -       | 2007 EM7                 | 9 marzo 2007     | Mt. Lemmon Survey     |
| 293366 Roux    | 2007 EQ9                 | 9 marzo 2007     | Christophe, B.        |
| 293367 -       | 2007 EU10                | 9 marzo 2007     | Spacewatch            |
| 293368 -       | 2007 EE11                | 9 marzo 2007     | Spacewatch            |
| 293369 -       | 2007 ER13                | 9 marzo 2007     | Mt. Lemmon Survey     |
| 293370 -       | 2007 EF17                | 9 marzo 2007     | Mt. Lemmon Survey     |
| 293371 -       | 2007 ED18                | 9 marzo 2007     | Mt. Lemmon Survey     |
| 293372 -       | 2007 ER18                | 9 marzo 2007     | Lin, C.-S., Ye, Q.-z. |
| 293373 -       | 2007 ER19                | 10 marzo 2007    | Mt. Lemmon Survey     |
| 293374 -       | 2007 ES20                | 10 marzo 2007    | Spacewatch            |
| 293375 -       | 2007 EU20                | 10 marzo 2007    | Spacewatch            |
| 293376 -       | 2007 EZ20                | 10 marzo 2007    | Spacewatch            |
| 293377 -       | 2007 EN25                | 10 marzo 2007    | Mt. Lemmon Survey     |
| 293378 -       | 2007 EL28                | 9 marzo 2007     | NEAT                  |
| 293379 -       | 2007 EZ29                | 9 marzo 2007     | Spacewatch            |
| 293380 -       | 2007 ER33                | 10 marzo 2007    | Mt. Lemmon Survey     |
| 293381 -       | 2007 EH36                | 11 marzo 2007    | LONEOS                |
| 293382 -       | 2007 EL36                | 11 marzo 2007    | LONEOS                |
| 293383 Maigret | 2007 EZ38                | 11 marzo 2007    | Christophe, B.        |
| 293384 -       | 2007 ED41                | 9 marzo 2007     | Spacewatch            |
| 293385 -       | 2007 EV43                | 9 marzo 2007     | Spacewatch            |
| 293386 -       | 2007 EW43                | 9 marzo 2007     | Spacewatch            |
| 293387 -       | 2007 EC44                | 9 marzo 2007     | Spacewatch            |
| 293388 -       | 2007 EV44                | 9 marzo 2007     | Mt. Lemmon Survey     |
| 293389 -       | 2007 EV45                | 9 marzo 2007     | Spacewatch            |
| 293390 -       | 2007 EL46                | 9 marzo 2007     | Spacewatch            |
| 293391 -       | 2007 EE48                | 9 marzo 2007     | Spacewatch            |
| 293392 -       | 2007 ES51                | 11 marzo 2007    | Spacewatch            |
| 293393 -       | 2007 EP53                | 11 marzo 2007    | Mt. Lemmon Survey     |
| 293394 -       | 2007 EE59                | 9 marzo 2007     | Mt. Lemmon Survey     |
| 293395 -       | 2007 EV63                | 10 marzo 2007    | Spacewatch            |
| 293396 -       | 2007 EW64                | 10 marzo 2007    | Spacewatch            |
| 293397 -       | 2007 EZ66                | 10 marzo 2007    | Spacewatch            |
| 293398 -       | 2007 EU68                | 10 marzo 2007    | Spacewatch            |
| 293399 -       | 2007 EB71                | 10 marzo 2007    | Spacewatch            |
| 293400 -       | 2007 EX72                | 10 marzo 2007    | Spacewatch            |

## 293401-293500
| Nome               | Designazione provvisoria | Data di scoperta | Scopritore           |
| ------------------ | ------------------------ | ---------------- | -------------------- |
| 293401 -           | 2007 ED73                | 10 marzo 2007    | Spacewatch           |
| 293402 -           | 2007 EC74                | 10 marzo 2007    | Spacewatch           |
| 293403 -           | 2007 ED74                | 10 marzo 2007    | Spacewatch           |
| 293404 -           | 2007 EN79                | 10 marzo 2007    | Spacewatch           |
| 293405 -           | 2007 EP79                | 10 marzo 2007    | Spacewatch           |
| 293406 -           | 2007 EH82                | 11 marzo 2007    | LONEOS               |
| 293407 -           | 2007 ER82                | 12 marzo 2007    | Spacewatch           |
| 293408 -           | 2007 EU84                | 12 marzo 2007    | CSS                  |
| 293409 -           | 2007 EJ86                | 12 marzo 2007    | Spacewatch           |
| 293410 -           | 2007 EV86                | 13 marzo 2007    | CSS                  |
| 293411 -           | 2007 EE87                | 13 marzo 2007    | CSS                  |
| 293412 -           | 2007 ES89                | 9 marzo 2007     | NEAT                 |
| 293413 -           | 2007 ET94                | 10 marzo 2007    | Mt. Lemmon Survey    |
| 293414 -           | 2007 EW98                | 11 marzo 2007    | Spacewatch           |
| 293415 -           | 2007 EZ99                | 11 marzo 2007    | Spacewatch           |
| 293416 -           | 2007 ED100               | 11 marzo 2007    | Spacewatch           |
| 293417 -           | 2007 EF100               | 11 marzo 2007    | Spacewatch           |
| 293418 -           | 2007 EK105               | 11 marzo 2007    | Mt. Lemmon Survey    |
| 293419 -           | 2007 EM110               | 11 marzo 2007    | Spacewatch           |
| 293420 -           | 2007 EQ111               | 11 marzo 2007    | Spacewatch           |
| 293421 -           | 2007 EV111               | 11 marzo 2007    | Spacewatch           |
| 293422 -           | 2007 EK112               | 11 marzo 2007    | Mt. Lemmon Survey    |
| 293423 -           | 2007 EZ112               | 11 marzo 2007    | Spacewatch           |
| 293424 -           | 2007 EX117               | 13 marzo 2007    | Mt. Lemmon Survey    |
| 293425 -           | 2007 EQ123               | 14 marzo 2007    | Mt. Lemmon Survey    |
| 293426 -           | 2007 EC128               | 9 marzo 2007     | Mt. Lemmon Survey    |
| 293427 -           | 2007 EU131               | 9 marzo 2007     | Mt. Lemmon Survey    |
| 293428 -           | 2007 EP135               | 10 marzo 2007    | Mt. Lemmon Survey    |
| 293429 -           | 2007 EO137               | 11 marzo 2007    | Spacewatch           |
| 293430 -           | 2007 EH142               | 12 marzo 2007    | Spacewatch           |
| 293431 -           | 2007 ET142               | 12 marzo 2007    | Spacewatch           |
| 293432 -           | 2007 EH145               | 12 marzo 2007    | Mt. Lemmon Survey    |
| 293433 -           | 2007 EU149               | 12 marzo 2007    | Mt. Lemmon Survey    |
| 293434 -           | 2007 EM150               | 12 marzo 2007    | Mt. Lemmon Survey    |
| 293435 -           | 2007 EN152               | 12 marzo 2007    | Mt. Lemmon Survey    |
| 293436 -           | 2007 ES152               | 12 marzo 2007    | Mt. Lemmon Survey    |
| 293437 -           | 2007 EB155               | 12 marzo 2007    | Spacewatch           |
| 293438 -           | 2007 EU156               | 12 marzo 2007    | Spacewatch           |
| 293439 -           | 2007 EL157               | 13 marzo 2007    | Mt. Lemmon Survey    |
| 293440 -           | 2007 EX159               | 14 marzo 2007    | Mt. Lemmon Survey    |
| 293441 -           | 2007 EL160               | 14 marzo 2007    | Spacewatch           |
| 293442 -           | 2007 EN164               | 15 marzo 2007    | Spacewatch           |
| 293443 -           | 2007 EX166               | 11 marzo 2007    | Mt. Lemmon Survey    |
| 293444 -           | 2007 ES167               | 13 marzo 2007    | Mt. Lemmon Survey    |
| 293445 -           | 2007 EW168               | 13 marzo 2007    | Spacewatch           |
| 293446 -           | 2007 EJ169               | 13 marzo 2007    | Spacewatch           |
| 293447 -           | 2007 EN169               | 13 marzo 2007    | Spacewatch           |
| 293448 -           | 2007 EA173               | 14 marzo 2007    | Spacewatch           |
| 293449 -           | 2007 EV174               | 14 marzo 2007    | Spacewatch           |
| 293450 -           | 2007 EO178               | 14 marzo 2007    | Spacewatch           |
| 293451 -           | 2007 ET178               | 14 marzo 2007    | Spacewatch           |
| 293452 -           | 2007 EN180               | 14 marzo 2007    | Mt. Lemmon Survey    |
| 293453 -           | 2007 EA184               | 12 marzo 2007    | Mt. Lemmon Survey    |
| 293454 -           | 2007 ET184               | 13 marzo 2007    | CSS                  |
| 293455 -           | 2007 EB191               | 13 marzo 2007    | Spacewatch           |
| 293456 -           | 2007 EW191               | 13 marzo 2007    | Spacewatch           |
| 293457 -           | 2007 EY194               | 15 marzo 2007    | Spacewatch           |
| 293458 -           | 2007 ET195               | 15 marzo 2007    | CSS                  |
| 293459 -           | 2007 ED197               | 15 marzo 2007    | Spacewatch           |
| 293460 -           | 2007 ES197               | 15 marzo 2007    | Spacewatch           |
| 293461 -           | 2007 EB203               | 10 marzo 2007    | Spacewatch           |
| 293462 -           | 2007 ED204               | 10 marzo 2007    | Mt. Lemmon Survey    |
| 293463 -           | 2007 EK205               | 11 marzo 2007    | Spacewatch           |
| 293464 -           | 2007 EN205               | 11 marzo 2007    | Spacewatch           |
| 293465 -           | 2007 EB209               | 14 marzo 2007    | Spacewatch           |
| 293466 -           | 2007 ES209               | 15 marzo 2007    | Mt. Lemmon Survey    |
| 293467 -           | 2007 ED211               | 8 marzo 2007     | NEAT                 |
| 293468 -           | 2007 EE213               | 14 marzo 2007    | Siding Spring Survey |
| 293469 -           | 2007 EV214               | 9 marzo 2007     | Spacewatch           |
| 293470 -           | 2007 EF215               | 11 marzo 2007    | CSS                  |
| 293471 -           | 2007 EB217               | 9 marzo 2007     | Mt. Lemmon Survey    |
| 293472 -           | 2007 EA218               | 9 marzo 2007     | Spacewatch           |
| 293473 -           | 2007 EA220               | 13 marzo 2007    | Spacewatch           |
| 293474 -           | 2007 EN220               | 15 marzo 2007    | Mt. Lemmon Survey    |
| 293475 -           | 2007 ER220               | 11 marzo 2007    | Mt. Lemmon Survey    |
| 293476 -           | 2007 EF221               | 13 marzo 2007    | Mt. Lemmon Survey    |
| 293477 Teotihuacan | 2007 FY                  | 16 marzo 2007    | Casulli, V. S.       |
| 293478 -           | 2007 FL2                 | 16 marzo 2007    | CSS                  |
| 293479 -           | 2007 FE10                | 16 marzo 2007    | Spacewatch           |
| 293480 -           | 2007 FO15                | 18 marzo 2007    | Spacewatch           |
| 293481 -           | 2007 FV17                | 20 marzo 2007    | LINEAR               |
| 293482 -           | 2007 FK18                | 20 marzo 2007    | LONEOS               |
| 293483 -           | 2007 FK24                | 20 marzo 2007    | Spacewatch           |
| 293484 -           | 2007 FH27                | 20 marzo 2007    | Mt. Lemmon Survey    |
| 293485 -           | 2007 FQ27                | 20 marzo 2007    | Mt. Lemmon Survey    |
| 293486 -           | 2007 FA28                | 20 marzo 2007    | Mt. Lemmon Survey    |
| 293487 -           | 2007 FL28                | 20 marzo 2007    | Mt. Lemmon Survey    |
| 293488 -           | 2007 FG30                | 20 marzo 2007    | Mt. Lemmon Survey    |
| 293489 -           | 2007 FS31                | 20 marzo 2007    | Spacewatch           |
| 293490 -           | 2007 FR33                | 25 marzo 2007    | Mt. Lemmon Survey    |
| 293491 -           | 2007 FE37                | 26 marzo 2007    | Mt. Lemmon Survey    |
| 293492 -           | 2007 FP44                | 20 marzo 2007    | Spacewatch           |
| 293493 -           | 2007 FG45                | 20 marzo 2007    | Spacewatch           |
| 293494 -           | 2007 FO46                | 26 marzo 2007    | Mt. Lemmon Survey    |
| 293495 -           | 2007 FN49                | 16 marzo 2007    | Mt. Lemmon Survey    |
| 293496 -           | 2007 FE50                | 26 marzo 2007    | Spacewatch           |
| 293497 -           | 2007 GQ                  | 7 aprile 2007    | Mt. Lemmon Survey    |
| 293498 -           | 2007 GJ2                 | 9 aprile 2007    | Siding Spring Survey |
| 293499 Wolinski    | 2007 GP5                 | 14 aprile 2007   | Merlin, J.-C.        |
| 293500 -           | 2007 GS7                 | 7 aprile 2007    | CSS                  |

## 293501-293600
| Nome     | Designazione provvisoria | Data di scoperta | Scopritore               |
| -------- | ------------------------ | ---------------- | ------------------------ |
| 293501 - | 2007 GD9                 | 8 aprile 2007    | Spacewatch               |
| 293502 - | 2007 GO10                | 11 aprile 2007   | Spacewatch               |
| 293503 - | 2007 GR10                | 11 aprile 2007   | Spacewatch               |
| 293504 - | 2007 GZ12                | 11 aprile 2007   | Spacewatch               |
| 293505 - | 2007 GR13                | 11 aprile 2007   | Spacewatch               |
| 293506 - | 2007 GY15                | 11 aprile 2007   | Mt. Lemmon Survey        |
| 293507 - | 2007 GG19                | 11 aprile 2007   | Spacewatch               |
| 293508 - | 2007 GU19                | 11 aprile 2007   | Spacewatch               |
| 293509 - | 2007 GB20                | 11 aprile 2007   | Spacewatch               |
| 293510 - | 2007 GJ22                | 11 aprile 2007   | Mt. Lemmon Survey        |
| 293511 - | 2007 GQ29                | 11 aprile 2007   | Siding Spring Survey     |
| 293512 - | 2007 GW29                | 13 aprile 2007   | Siding Spring Survey     |
| 293513 - | 2007 GC30                | 14 aprile 2007   | Mt. Lemmon Survey        |
| 293514 - | 2007 GB31                | 14 aprile 2007   | Mt. Lemmon Survey        |
| 293515 - | 2007 GE33                | 11 aprile 2007   | CSS                      |
| 293516 - | 2007 GU34                | 14 aprile 2007   | Spacewatch               |
| 293517 - | 2007 GY34                | 14 aprile 2007   | Spacewatch               |
| 293518 - | 2007 GU36                | 14 aprile 2007   | Spacewatch               |
| 293519 - | 2007 GV37                | 14 aprile 2007   | Spacewatch               |
| 293520 - | 2007 GP46                | 14 aprile 2007   | Spacewatch               |
| 293521 - | 2007 GM47                | 14 aprile 2007   | Mt. Lemmon Survey        |
| 293522 - | 2007 GS48                | 14 aprile 2007   | Spacewatch               |
| 293523 - | 2007 GL52                | 14 aprile 2007   | Spacewatch               |
| 293524 - | 2007 GA53                | 14 aprile 2007   | Spacewatch               |
| 293525 - | 2007 GG53                | 14 aprile 2007   | Mt. Lemmon Survey        |
| 293526 - | 2007 GX54                | 15 aprile 2007   | Spacewatch               |
| 293527 - | 2007 GN60                | 15 aprile 2007   | Spacewatch               |
| 293528 - | 2007 GW60                | 15 aprile 2007   | Spacewatch               |
| 293529 - | 2007 GB62                | 15 aprile 2007   | Spacewatch               |
| 293530 - | 2007 GK62                | 15 aprile 2007   | CSS                      |
| 293531 - | 2007 GR62                | 15 aprile 2007   | CSS                      |
| 293532 - | 2007 GW64                | 15 aprile 2007   | Spacewatch               |
| 293533 - | 2007 GX65                | 15 aprile 2007   | CSS                      |
| 293534 - | 2007 GG68                | 14 aprile 2007   | Spacewatch               |
| 293535 - | 2007 GK71                | 14 aprile 2007   | Spacewatch               |
| 293536 - | 2007 HL                  | 16 aprile 2007   | Ries, W.                 |
| 293537 - | 2007 HR1                 | 16 aprile 2007   | CSS                      |
| 293538 - | 2007 HS3                 | 17 aprile 2007   | CSS                      |
| 293539 - | 2007 HD6                 | 16 aprile 2007   | Mt. Lemmon Survey        |
| 293540 - | 2007 HQ6                 | 16 aprile 2007   | Mt. Lemmon Survey        |
| 293541 - | 2007 HS7                 | 16 aprile 2007   | PMO NEO Survey Program   |
| 293542 - | 2007 HR8                 | 18 aprile 2007   | Mt. Lemmon Survey        |
| 293543 - | 2007 HT12                | 16 aprile 2007   | CSS                      |
| 293544 - | 2007 HN14                | 19 aprile 2007   | Spacewatch               |
| 293545 - | 2007 HK18                | 16 aprile 2007   | Mt. Lemmon Survey        |
| 293546 - | 2007 HX20                | 18 aprile 2007   | Spacewatch               |
| 293547 - | 2007 HB25                | 18 aprile 2007   | Spacewatch               |
| 293548 - | 2007 HB27                | 18 aprile 2007   | Spacewatch               |
| 293549 - | 2007 HL27                | 18 aprile 2007   | Spacewatch               |
| 293550 - | 2007 HE28                | 18 aprile 2007   | Mt. Lemmon Survey        |
| 293551 - | 2007 HH28                | 18 aprile 2007   | Mt. Lemmon Survey        |
| 293552 - | 2007 HD31                | 19 aprile 2007   | Mt. Lemmon Survey        |
| 293553 - | 2007 HJ36                | 19 aprile 2007   | Spacewatch               |
| 293554 - | 2007 HT36                | 19 aprile 2007   | Spacewatch               |
| 293555 - | 2007 HT37                | 20 aprile 2007   | Spacewatch               |
| 293556 - | 2007 HV37                | 20 aprile 2007   | Spacewatch               |
| 293557 - | 2007 HS38                | 20 aprile 2007   | Mt. Lemmon Survey        |
| 293558 - | 2007 HC45                | 18 aprile 2007   | CSS                      |
| 293559 - | 2007 HE46                | 19 aprile 2007   | LUSS                     |
| 293560 - | 2007 HG48                | 20 aprile 2007   | Spacewatch               |
| 293561 - | 2007 HK49                | 20 aprile 2007   | Spacewatch               |
| 293562 - | 2007 HD51                | 20 aprile 2007   | Spacewatch               |
| 293563 - | 2007 HE52                | 20 aprile 2007   | Spacewatch               |
| 293564 - | 2007 HL53                | 20 aprile 2007   | Spacewatch               |
| 293565 - | 2007 HD55                | 22 aprile 2007   | Spacewatch               |
| 293566 - | 2007 HN57                | 22 aprile 2007   | Mt. Lemmon Survey        |
| 293567 - | 2007 HE58                | 23 aprile 2007   | CSS                      |
| 293568 - | 2007 HE64                | 22 aprile 2007   | Mt. Lemmon Survey        |
| 293569 - | 2007 HE72                | 22 aprile 2007   | Spacewatch               |
| 293570 - | 2007 HA73                | 22 aprile 2007   | Spacewatch               |
| 293571 - | 2007 HH73                | 22 aprile 2007   | Spacewatch               |
| 293572 - | 2007 HP74                | 22 aprile 2007   | Spacewatch               |
| 293573 - | 2007 HB80                | 24 aprile 2007   | Spacewatch               |
| 293574 - | 2007 HS81                | 25 aprile 2007   | Mt. Lemmon Survey        |
| 293575 - | 2007 HY81                | 25 aprile 2007   | Spacewatch               |
| 293576 - | 2007 HT82                | 22 aprile 2007   | Spacewatch               |
| 293577 - | 2007 HW82                | 24 aprile 2007   | Spacewatch               |
| 293578 - | 2007 HO83                | 23 aprile 2007   | Spacewatch               |
| 293579 - | 2007 HM89                | 23 aprile 2007   | CSS                      |
| 293580 - | 2007 JA1                 | 7 maggio 2007    | Spacewatch               |
| 293581 - | 2007 JF1                 | 7 maggio 2007    | Spacewatch               |
| 293582 - | 2007 JD2                 | 7 maggio 2007    | Mt. Lemmon Survey        |
| 293583 - | 2007 JM2                 | 7 maggio 2007    | PMO NEO Survey Program   |
| 293584 - | 2007 JV2                 | 9 maggio 2007    | Hug, G.                  |
| 293585 - | 2007 JB3                 | 6 maggio 2007    | Spacewatch               |
| 293586 - | 2007 JA9                 | 9 maggio 2007    | Mt. Lemmon Survey        |
| 293587 - | 2007 JR9                 | 10 maggio 2007   | Lowe, A.                 |
| 293588 - | 2007 JO11                | 7 maggio 2007    | Spacewatch               |
| 293589 - | 2007 JM16                | 11 maggio 2007   | Hoenig, S. F., Teamo, N. |
| 293590 - | 2007 JA19                | 9 maggio 2007    | Spacewatch               |
| 293591 - | 2007 JY25                | 9 maggio 2007    | Spacewatch               |
| 293592 - | 2007 JE29                | 10 maggio 2007   | Mt. Lemmon Survey        |
| 293593 - | 2007 JR29                | 11 maggio 2007   | Spacewatch               |
| 293594 - | 2007 JO30                | 11 maggio 2007   | Mt. Lemmon Survey        |
| 293595 - | 2007 JS30                | 11 maggio 2007   | Mt. Lemmon Survey        |
| 293596 - | 2007 JG36                | 10 maggio 2007   | Mt. Lemmon Survey        |
| 293597 - | 2007 JY36                | 9 maggio 2007    | CSS                      |
| 293598 - | 2007 JE37                | 10 maggio 2007   | Spacewatch               |
| 293599 - | 2007 JT38                | 13 maggio 2007   | Mt. Lemmon Survey        |
| 293600 - | 2007 JV40                | 13 maggio 2007   | Spacewatch               |

## 293601-293700
| Nome     | Designazione provvisoria | Data di scoperta | Scopritore               |
| -------- | ------------------------ | ---------------- | ------------------------ |
| 293601 - | 2007 JX40                | 13 maggio 2007   | Spacewatch               |
| 293602 - | 2007 JM43                | 13 maggio 2007   | Crni Vrh                 |
| 293603 - | 2007 JP43                | 9 maggio 2007    | Mt. Lemmon Survey        |
| 293604 - | 2007 JX43                | 6 maggio 2007    | PMO NEO Survey Program   |
| 293605 - | 2007 KB                  | 16 maggio 2007   | Young, J. W.             |
| 293606 - | 2007 KL                  | 16 maggio 2007   | Spacewatch               |
| 293607 - | 2007 KT2                 | 21 maggio 2007   | Hoenig, S. F., Teamo, N. |
| 293608 - | 2007 KZ6                 | 23 maggio 2007   | Broughton, J.            |
| 293609 - | 2007 KF8                 | 17 maggio 2007   | CSS                      |
| 293610 - | 2007 LO2                 | 8 giugno 2007    | Spacewatch               |
| 293611 - | 2007 LB4                 | 8 giugno 2007    | Spacewatch               |
| 293612 - | 2007 LS7                 | 8 giugno 2007    | Spacewatch               |
| 293613 - | 2007 LQ8                 | 9 giugno 2007    | Spacewatch               |
| 293614 - | 2007 LS16                | 10 giugno 2007   | Spacewatch               |
| 293615 - | 2007 LF17                | 10 giugno 2007   | Spacewatch               |
| 293616 - | 2007 LT24                | 14 giugno 2007   | Spacewatch               |
| 293617 - | 2007 LK33                | 5 giugno 2007    | CSS                      |
| 293618 - | 2007 LQ33                | 12 giugno 2007   | CSS                      |
| 293619 - | 2007 LW36                | 12 giugno 2007   | Spacewatch               |
| 293620 - | 2007 LP37                | 15 giugno 2007   | Spacewatch               |
| 293621 - | 2007 MA                  | 16 giugno 2007   | Hoenig, S. F., Teamo, N. |
| 293622 - | 2007 MB                  | 16 giugno 2007   | Hoenig, S. F., Teamo, N. |
| 293623 - | 2007 MD2                 | 16 giugno 2007   | Spacewatch               |
| 293624 - | 2007 MY2                 | 16 giugno 2007   | Spacewatch               |
| 293625 - | 2007 MD4                 | 17 giugno 2007   | Hug, G.                  |
| 293626 - | 2007 MG13                | 22 giugno 2007   | LONEOS                   |
| 293627 - | 2007 MN19                | 21 giugno 2007   | Mt. Lemmon Survey        |
| 293628 - | 2007 NE1                 | 9 luglio 2007    | Broughton, J.            |
| 293629 - | 2007 NW2                 | 14 luglio 2007   | Chante-Perdrix           |
| 293630 - | 2007 NR3                 | 10 luglio 2007   | Broughton, J.            |
| 293631 - | 2007 NP5                 | 15 luglio 2007   | Hoenig, S. F., Teamo, N. |
| 293632 - | 2007 OR2                 | 20 luglio 2007   | Hoenig, S. F., Teamo, N. |
| 293633 - | 2007 OT3                 | 20 luglio 2007   | OAM                      |
| 293634 - | 2007 OS4                 | 21 luglio 2007   | LUSS                     |
| 293635 - | 2007 OG5                 | 22 luglio 2007   | Chante-Perdrix           |
| 293636 - | 2007 OP6                 | 21 luglio 2007   | Broughton, J.            |
| 293637 - | 2007 OQ6                 | 21 luglio 2007   | Broughton, J.            |
| 293638 - | 2007 OR7                 | 26 luglio 2007   | Hug, G.                  |
| 293639 - | 2007 OU7                 | 25 luglio 2007   | Broughton, J.            |
| 293640 - | 2007 OX7                 | 27 luglio 2007   | Chante-Perdrix           |
| 293641 - | 2007 ON9                 | 23 luglio 2007   | Crni Vrh                 |
| 293642 - | 2007 OS9                 | 24 luglio 2007   | Teamo, N.                |
| 293643 - | 2007 OS10                | 18 luglio 2007   | Mt. Lemmon Survey        |
| 293644 - | 2007 OY10                | 19 luglio 2007   | Mt. Lemmon Survey        |
| 293645 - | 2007 PE                  | 4 agosto 2007    | Ferrando, R.             |
| 293646 - | 2007 PK                  | 5 agosto 2007    | Chante-Perdrix           |
| 293647 - | 2007 PU2                 | 7 agosto 2007    | Broughton, J.            |
| 293648 - | 2007 PX2                 | 7 agosto 2007    | Broughton, J.            |
| 293649 - | 2007 PJ3                 | 6 agosto 2007    | Siding Spring Survey     |
| 293650 - | 2007 PV6                 | 9 agosto 2007    | LINEAR                   |
| 293651 - | 2007 PB7                 | 5 agosto 2007    | LINEAR                   |
| 293652 - | 2007 PK9                 | 12 agosto 2007   | Ferrando, R.             |
| 293653 - | 2007 PL11                | 9 agosto 2007    | Spacewatch               |
| 293654 - | 2007 PS11                | 12 agosto 2007   | PMO NEO Survey Program   |
| 293655 - | 2007 PP12                | 8 agosto 2007    | LINEAR                   |
| 293656 - | 2007 PN13                | 8 agosto 2007    | LINEAR                   |
| 293657 - | 2007 PD14                | 8 agosto 2007    | LINEAR                   |
| 293658 - | 2007 PZ14                | 8 agosto 2007    | LINEAR                   |
| 293659 - | 2007 PC15                | 8 agosto 2007    | LINEAR                   |
| 293660 - | 2007 PD15                | 8 agosto 2007    | LINEAR                   |
| 293661 - | 2007 PT15                | 8 agosto 2007    | LINEAR                   |
| 293662 - | 2007 PW16                | 8 agosto 2007    | LINEAR                   |
| 293663 - | 2007 PA18                | 9 agosto 2007    | LINEAR                   |
| 293664 - | 2007 PL18                | 9 agosto 2007    | LINEAR                   |
| 293665 - | 2007 PV18                | 9 agosto 2007    | LINEAR                   |
| 293666 - | 2007 PA19                | 9 agosto 2007    | LINEAR                   |
| 293667 - | 2007 PD19                | 9 agosto 2007    | LINEAR                   |
| 293668 - | 2007 PW19                | 9 agosto 2007    | Spacewatch               |
| 293669 - | 2007 PK22                | 10 agosto 2007   | Spacewatch               |
| 293670 - | 2007 PV22                | 11 agosto 2007   | LINEAR                   |
| 293671 - | 2007 PX22                | 11 agosto 2007   | LINEAR                   |
| 293672 - | 2007 PA23                | 11 agosto 2007   | LINEAR                   |
| 293673 - | 2007 PH24                | 12 agosto 2007   | LINEAR                   |
| 293674 - | 2007 PC25                | 9 agosto 2007    | Broughton, J.            |
| 293675 - | 2007 PY25                | 8 agosto 2007    | LINEAR                   |
| 293676 - | 2007 PC26                | 10 agosto 2007   | Spacewatch               |
| 293677 - | 2007 PX26                | 7 agosto 2007    | Palomar                  |
| 293678 - | 2007 PH27                | 10 agosto 2007   | Hoenig, S. F., Teamo, N. |
| 293679 - | 2007 PO28                | 14 agosto 2007   | Ries, W.                 |
| 293680 - | 2007 PY30                | 5 agosto 2007    | LINEAR                   |
| 293681 - | 2007 PX31                | 8 agosto 2007    | LINEAR                   |
| 293682 - | 2007 PH33                | 10 agosto 2007   | Spacewatch               |
| 293683 - | 2007 PS33                | 12 agosto 2007   | LINEAR                   |
| 293684 - | 2007 PU33                | 12 agosto 2007   | LINEAR                   |
| 293685 - | 2007 PW33                | 10 agosto 2007   | Spacewatch               |
| 293686 - | 2007 PA34                | 12 agosto 2007   | LINEAR                   |
| 293687 - | 2007 PB34                | 12 agosto 2007   | LINEAR                   |
| 293688 - | 2007 PS34                | 9 agosto 2007    | LINEAR                   |
| 293689 - | 2007 PX34                | 9 agosto 2007    | Spacewatch               |
| 293690 - | 2007 PB35                | 9 agosto 2007    | LINEAR                   |
| 293691 - | 2007 PG35                | 9 agosto 2007    | LINEAR                   |
| 293692 - | 2007 PB36                | 12 agosto 2007   | PMO NEO Survey Program   |
| 293693 - | 2007 PW37                | 13 agosto 2007   | LINEAR                   |
| 293694 - | 2007 PY38                | 12 agosto 2007   | Bickel, W.               |
| 293695 - | 2007 PB39                | 14 agosto 2007   | Bickel, W.               |
| 293696 - | 2007 PF39                | 15 agosto 2007   | OAM                      |
| 293697 - | 2007 PJ40                | 13 agosto 2007   | LINEAR                   |
| 293698 - | 2007 PK40                | 13 agosto 2007   | LINEAR                   |
| 293699 - | 2007 PN42                | 14 agosto 2007   | OAM                      |
| 293700 - | 2007 PP42                | 6 agosto 2007    | LINEAR                   |

## 293701-293800
| Nome                    | Designazione provvisoria | Data di scoperta  | Scopritore              |
| ----------------------- | ------------------------ | ----------------- | ----------------------- |
| 293701 -                | 2007 PK43                | 10 agosto 2007    | Spacewatch              |
| 293702 -                | 2007 PM45                | 11 agosto 2007    | Siding Spring Survey    |
| 293703 -                | 2007 PL49                | 9 agosto 2007     | LINEAR                  |
| 293704 -                | 2007 QG                  | 16 agosto 2007    | BATTeRS                 |
| 293705 -                | 2007 QK                  | 16 agosto 2007    | Birtwhistle, P.         |
| 293706 -                | 2007 QK1                 | 19 agosto 2007    | BATTeRS                 |
| 293707 Govoradloanatoly | 2007 QT1                 | 16 agosto 2007    | Andrushivka             |
| 293708 -                | 2007 QW5                 | 21 agosto 2007    | LONEOS                  |
| 293709 -                | 2007 QG7                 | 21 agosto 2007    | LONEOS                  |
| 293710 -                | 2007 QG9                 | 22 agosto 2007    | LINEAR                  |
| 293711 -                | 2007 QK9                 | 22 agosto 2007    | LINEAR                  |
| 293712 -                | 2007 QM9                 | 22 agosto 2007    | LINEAR                  |
| 293713 -                | 2007 QH14                | 16 agosto 2007    | PMO NEO Survey Program  |
| 293714 -                | 2007 QZ15                | 21 agosto 2007    | LONEOS                  |
| 293715 -                | 2007 QN16                | 16 agosto 2007    | PMO NEO Survey Program  |
| 293716 -                | 2007 QD17                | 22 agosto 2007    | LINEAR                  |
| 293717 -                | 2007 QR17                | 24 agosto 2007    | Spacewatch              |
| 293718 -                | 2007 RP                  | 1º settembre 2007 | Sarneczky, K., Kiss, L. |
| 293719 -                | 2007 RQ                  | 1º settembre 2007 | Sarneczky, K., Kiss, L. |
| 293720 -                | 2007 RX1                 | 1º settembre 2007 | Sarneczky, K., Kiss, L. |
| 293721 -                | 2007 RT4                 | 3 settembre 2007  | CSS                     |
| 293722 -                | 2007 RN5                 | 3 settembre 2007  | OAM                     |
| 293723 -                | 2007 RT13                | 11 settembre 2007 | Hug, G.                 |
| 293724 -                | 2007 RJ15                | 12 settembre 2007 | Skillman, D.            |
| 293725 -                | 2007 RS16                | 12 settembre 2007 | Tucker, R. A.           |
| 293726 -                | 2007 RQ17                | 13 settembre 2007 | Mt. Lemmon Survey       |
| 293727 -                | 2007 RZ17                | 12 settembre 2007 | BATTeRS                 |
| 293728 -                | 2007 RT20                | 3 settembre 2007  | CSS                     |
| 293729 -                | 2007 RU22                | 3 settembre 2007  | CSS                     |
| 293730 -                | 2007 RV26                | 4 settembre 2007  | Mt. Lemmon Survey       |
| 293731 -                | 2007 RJ27                | 4 settembre 2007  | Mt. Lemmon Survey       |
| 293732 -                | 2007 RL28                | 4 settembre 2007  | CSS                     |
| 293733 -                | 2007 RY29                | 5 settembre 2007  | Mt. Lemmon Survey       |
| 293734 -                | 2007 RR30                | 5 settembre 2007  | CSS                     |
| 293735 -                | 2007 RB32                | 5 settembre 2007  | CSS                     |
| 293736 -                | 2007 RY33                | 5 settembre 2007  | Mt. Lemmon Survey       |
| 293737 -                | 2007 RV36                | 8 settembre 2007  | LONEOS                  |
| 293738 -                | 2007 RB37                | 8 settembre 2007  | LONEOS                  |
| 293739 -                | 2007 RE37                | 8 settembre 2007  | LONEOS                  |
| 293740 -                | 2007 RQ38                | 8 settembre 2007  | LONEOS                  |
| 293741 -                | 2007 RE40                | 9 settembre 2007  | Spacewatch              |
| 293742 -                | 2007 RB44                | 9 settembre 2007  | Spacewatch              |
| 293743 -                | 2007 RL45                | 9 settembre 2007  | Spacewatch              |
| 293744 -                | 2007 RP45                | 9 settembre 2007  | Spacewatch              |
| 293745 -                | 2007 RM46                | 9 settembre 2007  | Spacewatch              |
| 293746 -                | 2007 RQ49                | 9 settembre 2007  | Mt. Lemmon Survey       |
| 293747 -                | 2007 RF52                | 9 settembre 2007  | Spacewatch              |
| 293748 -                | 2007 RO54                | 9 settembre 2007  | Spacewatch              |
| 293749 -                | 2007 RE56                | 9 settembre 2007  | Spacewatch              |
| 293750 -                | 2007 RS57                | 9 settembre 2007  | Mt. Lemmon Survey       |
| 293751 -                | 2007 RK58                | 9 settembre 2007  | Mt. Lemmon Survey       |
| 293752 -                | 2007 RJ69                | 10 settembre 2007 | Spacewatch              |
| 293753 -                | 2007 RA81                | 10 settembre 2007 | CSS                     |
| 293754 -                | 2007 RR83                | 10 settembre 2007 | Mt. Lemmon Survey       |
| 293755 -                | 2007 RU83                | 10 settembre 2007 | Mt. Lemmon Survey       |
| 293756 -                | 2007 RN85                | 10 settembre 2007 | Mt. Lemmon Survey       |
| 293757 -                | 2007 RS88                | 10 settembre 2007 | Mt. Lemmon Survey       |
| 293758 -                | 2007 RY89                | 10 settembre 2007 | Mt. Lemmon Survey       |
| 293759 -                | 2007 RX90                | 10 settembre 2007 | Mt. Lemmon Survey       |
| 293760 -                | 2007 RJ91                | 10 settembre 2007 | Mt. Lemmon Survey       |
| 293761 -                | 2007 RX91                | 10 settembre 2007 | Mt. Lemmon Survey       |
| 293762 -                | 2007 RP92                | 10 settembre 2007 | Mt. Lemmon Survey       |
| 293763 -                | 2007 RE95                | 10 settembre 2007 | Spacewatch              |
| 293764 -                | 2007 RP95                | 10 settembre 2007 | Spacewatch              |
| 293765 -                | 2007 RT95                | 10 settembre 2007 | Spacewatch              |
| 293766 -                | 2007 RC96                | 10 settembre 2007 | Spacewatch              |
| 293767 -                | 2007 RG96                | 10 settembre 2007 | Spacewatch              |
| 293768 -                | 2007 RH97                | 10 settembre 2007 | Spacewatch              |
| 293769 -                | 2007 RG98                | 10 settembre 2007 | Spacewatch              |
| 293770 -                | 2007 RC103               | 11 settembre 2007 | CSS                     |
| 293771 -                | 2007 RO103               | 11 settembre 2007 | CSS                     |
| 293772 -                | 2007 RX103               | 11 settembre 2007 | CSS                     |
| 293773 -                | 2007 RN104               | 11 settembre 2007 | Mt. Lemmon Survey       |
| 293774 -                | 2007 RB110               | 11 settembre 2007 | Mt. Lemmon Survey       |
| 293775 -                | 2007 RX111               | 11 settembre 2007 | Spacewatch              |
| 293776 -                | 2007 RJ116               | 11 settembre 2007 | Spacewatch              |
| 293777 -                | 2007 RR117               | 11 settembre 2007 | Spacewatch              |
| 293778 -                | 2007 RA118               | 11 settembre 2007 | Spacewatch              |
| 293779 -                | 2007 RU119               | 11 settembre 2007 | PMO NEO Survey Program  |
| 293780 -                | 2007 RQ123               | 12 settembre 2007 | Mt. Lemmon Survey       |
| 293781 -                | 2007 RA124               | 12 settembre 2007 | CSS                     |
| 293782 -                | 2007 RY125               | 12 settembre 2007 | Mt. Lemmon Survey       |
| 293783 -                | 2007 RA126               | 12 settembre 2007 | CSS                     |
| 293784 -                | 2007 RY126               | 12 settembre 2007 | Mt. Lemmon Survey       |
| 293785 -                | 2007 RF130               | 12 settembre 2007 | Mt. Lemmon Survey       |
| 293786 -                | 2007 RZ131               | 12 settembre 2007 | Mt. Lemmon Survey       |
| 293787 -                | 2007 RB134               | 11 settembre 2007 | PMO NEO Survey Program  |
| 293788 -                | 2007 RN134               | 12 settembre 2007 | CSS                     |
| 293789 -                | 2007 RK136               | 14 settembre 2007 | Mt. Lemmon Survey       |
| 293790 -                | 2007 RM137               | 14 settembre 2007 | Mt. Lemmon Survey       |
| 293791 -                | 2007 RJ139               | 7 settembre 2007  | LINEAR                  |
| 293792 -                | 2007 RS139               | 13 settembre 2007 | LINEAR                  |
| 293793 -                | 2007 RA140               | 13 settembre 2007 | LINEAR                  |
| 293794 -                | 2007 RO140               | 13 settembre 2007 | LINEAR                  |
| 293795 -                | 2007 RH141               | 13 settembre 2007 | LINEAR                  |
| 293796 -                | 2007 RY141               | 13 settembre 2007 | LINEAR                  |
| 293797 -                | 2007 RP142               | 13 settembre 2007 | LINEAR                  |
| 293798 -                | 2007 RY143               | 14 settembre 2007 | LINEAR                  |
| 293799 -                | 2007 RL146               | 15 settembre 2007 | LINEAR                  |
| 293800 -                | 2007 RY147               | 11 settembre 2007 | PMO NEO Survey Program  |

## 293801-293900
| Nome             | Designazione provvisoria | Data di scoperta  | Scopritore             |
| ---------------- | ------------------------ | ----------------- | ---------------------- |
| 293801 -         | 2007 RG148               | 11 settembre 2007 | PMO NEO Survey Program |
| 293802 -         | 2007 RO148               | 12 settembre 2007 | CSS                    |
| 293803 -         | 2007 RU152               | 10 settembre 2007 | Spacewatch             |
| 293804 -         | 2007 RZ153               | 10 settembre 2007 | Spacewatch             |
| 293805 -         | 2007 RL154               | 10 settembre 2007 | CSS                    |
| 293806 -         | 2007 RO154               | 10 settembre 2007 | CSS                    |
| 293807 -         | 2007 RD159               | 12 settembre 2007 | Mt. Lemmon Survey      |
| 293808 -         | 2007 RK161               | 13 settembre 2007 | LONEOS                 |
| 293809 Zugspitze | 2007 RD162               | 15 settembre 2007 | Karge, S., Kling, R.   |
| 293810 -         | 2007 RN162               | 10 settembre 2007 | Spacewatch             |
| 293811 -         | 2007 RU163               | 10 settembre 2007 | Spacewatch             |
| 293812 -         | 2007 RJ164               | 10 settembre 2007 | Spacewatch             |
| 293813 -         | 2007 RO166               | 10 settembre 2007 | Spacewatch             |
| 293814 -         | 2007 RU167               | 10 settembre 2007 | Spacewatch             |
| 293815 -         | 2007 RN172               | 10 settembre 2007 | Spacewatch             |
| 293816 -         | 2007 RJ173               | 10 settembre 2007 | Spacewatch             |
| 293817 -         | 2007 RR174               | 10 settembre 2007 | Spacewatch             |
| 293818 -         | 2007 RT179               | 10 settembre 2007 | Mt. Lemmon Survey      |
| 293819 -         | 2007 RH180               | 11 settembre 2007 | CSS                    |
| 293820 -         | 2007 RF186               | 13 settembre 2007 | Spacewatch             |
| 293821 -         | 2007 RD188               | 8 settembre 2007  | Chante-Perdrix         |
| 293822 -         | 2007 RC191               | 11 settembre 2007 | Spacewatch             |
| 293823 -         | 2007 RY192               | 12 settembre 2007 | Spacewatch             |
| 293824 -         | 2007 RH194               | 12 settembre 2007 | Spacewatch             |
| 293825 -         | 2007 RH202               | 13 settembre 2007 | Spacewatch             |
| 293826 -         | 2007 RT203               | 13 settembre 2007 | Spacewatch             |
| 293827 -         | 2007 RW203               | 8 settembre 2007  | LONEOS                 |
| 293828 -         | 2007 RB204               | 9 settembre 2007  | Spacewatch             |
| 293829 -         | 2007 RC204               | 9 settembre 2007  | Spacewatch             |
| 293830 -         | 2007 RQ204               | 9 settembre 2007  | Spacewatch             |
| 293831 -         | 2007 RG205               | 9 settembre 2007  | Spacewatch             |
| 293832 -         | 2007 RT205               | 10 settembre 2007 | Spacewatch             |
| 293833 -         | 2007 RW205               | 10 settembre 2007 | Spacewatch             |
| 293834 -         | 2007 RM206               | 10 settembre 2007 | Spacewatch             |
| 293835 -         | 2007 RO206               | 10 settembre 2007 | Spacewatch             |
| 293836 -         | 2007 RQ206               | 10 settembre 2007 | Spacewatch             |
| 293837 -         | 2007 RW208               | 10 settembre 2007 | Spacewatch             |
| 293838 -         | 2007 RV210               | 11 settembre 2007 | Spacewatch             |
| 293839 -         | 2007 RD212               | 11 settembre 2007 | Spacewatch             |
| 293840 -         | 2007 RO213               | 12 settembre 2007 | Mt. Lemmon Survey      |
| 293841 -         | 2007 RO216               | 13 settembre 2007 | CSS                    |
| 293842 -         | 2007 RT216               | 13 settembre 2007 | CSS                    |
| 293843 -         | 2007 RZ216               | 13 settembre 2007 | LONEOS                 |
| 293844 -         | 2007 RF217               | 13 settembre 2007 | Mt. Lemmon Survey      |
| 293845 -         | 2007 RQ225               | 10 settembre 2007 | Spacewatch             |
| 293846 -         | 2007 RE227               | 10 settembre 2007 | Spacewatch             |
| 293847 -         | 2007 RD228               | 10 settembre 2007 | Mt. Lemmon Survey      |
| 293848 -         | 2007 RY228               | 11 settembre 2007 | Spacewatch             |
| 293849 -         | 2007 RA231               | 11 settembre 2007 | Spacewatch             |
| 293850 -         | 2007 RN233               | 12 settembre 2007 | CSS                    |
| 293851 -         | 2007 RX234               | 12 settembre 2007 | Mt. Lemmon Survey      |
| 293852 -         | 2007 RQ236               | 13 settembre 2007 | Mt. Lemmon Survey      |
| 293853 -         | 2007 RU236               | 13 settembre 2007 | Mt. Lemmon Survey      |
| 293854 -         | 2007 RU238               | 14 settembre 2007 | CSS                    |
| 293855 -         | 2007 RC239               | 14 settembre 2007 | LONEOS                 |
| 293856 -         | 2007 RY241               | 22 settembre 2003 | NEAT                   |
| 293857 -         | 2007 RN242               | 15 settembre 2007 | LINEAR                 |
| 293858 -         | 2007 RA243               | 15 settembre 2007 | LINEAR                 |
| 293859 -         | 2007 RG243               | 15 settembre 2007 | LINEAR                 |
| 293860 -         | 2007 RD244               | 15 settembre 2007 | LINEAR                 |
| 293861 -         | 2007 RN244               | 11 settembre 2007 | Spacewatch             |
| 293862 -         | 2007 RE245               | 11 settembre 2007 | Spacewatch             |
| 293863 -         | 2007 RR245               | 12 settembre 2007 | CSS                    |
| 293864 -         | 2007 RY246               | 12 settembre 2007 | CSS                    |
| 293865 -         | 2007 RM249               | 13 settembre 2007 | CSS                    |
| 293866 -         | 2007 RJ252               | 13 settembre 2007 | CSS                    |
| 293867 -         | 2007 RJ253               | 13 settembre 2007 | Mt. Lemmon Survey      |
| 293868 -         | 2007 RD259               | 14 settembre 2007 | Mt. Lemmon Survey      |
| 293869 -         | 2007 RL260               | 14 settembre 2007 | Mt. Lemmon Survey      |
| 293870 -         | 2007 RN260               | 14 settembre 2007 | Mt. Lemmon Survey      |
| 293871 -         | 2007 RV262               | 15 settembre 2007 | Spacewatch             |
| 293872 -         | 2007 RF265               | 15 settembre 2007 | Mt. Lemmon Survey      |
| 293873 -         | 2007 RG265               | 15 settembre 2007 | Mt. Lemmon Survey      |
| 293874 -         | 2007 RT267               | 15 settembre 2007 | Spacewatch             |
| 293875 -         | 2007 RZ270               | 15 settembre 2007 | Spacewatch             |
| 293876 -         | 2007 RM271               | 15 settembre 2007 | Mt. Lemmon Survey      |
| 293877 -         | 2007 RL272               | 15 settembre 2007 | Spacewatch             |
| 293878 Tapping   | 2007 RV274               | 9 settembre 2007  | Balam, D. D.           |
| 293879 -         | 2007 RA278               | 5 settembre 2007  | CSS                    |
| 293880 -         | 2007 RZ283               | 9 settembre 2007  | Mt. Lemmon Survey      |
| 293881 -         | 2007 RH285               | 13 settembre 2007 | Mt. Lemmon Survey      |
| 293882 -         | 2007 RP285               | 14 settembre 2007 | Mt. Lemmon Survey      |
| 293883 -         | 2007 RS285               | 14 settembre 2007 | Mt. Lemmon Survey      |
| 293884 -         | 2007 RT285               | 14 settembre 2007 | Mt. Lemmon Survey      |
| 293885 -         | 2007 RV285               | 14 settembre 2007 | Mt. Lemmon Survey      |
| 293886 -         | 2007 RR286               | 4 settembre 2007  | Mt. Lemmon Survey      |
| 293887 -         | 2007 RH290               | 10 settembre 2007 | Mt. Lemmon Survey      |
| 293888 -         | 2007 RR290               | 10 settembre 2007 | Mt. Lemmon Survey      |
| 293889 -         | 2007 RR292               | 12 settembre 2007 | Mt. Lemmon Survey      |
| 293890 -         | 2007 RK293               | 13 settembre 2007 | Mt. Lemmon Survey      |
| 293891 -         | 2007 RK294               | 13 settembre 2007 | Mt. Lemmon Survey      |
| 293892 -         | 2007 RO296               | 3 settembre 2007  | CSS                    |
| 293893 -         | 2007 RO297               | 11 settembre 2007 | Spacewatch             |
| 293894 -         | 2007 RU297               | 3 settembre 2007  | CSS                    |
| 293895 -         | 2007 RS298               | 10 settembre 2007 | Mt. Lemmon Survey      |
| 293896 -         | 2007 RH299               | 15 settembre 2007 | Spacewatch             |
| 293897 -         | 2007 RZ300               | 12 settembre 2007 | Mt. Lemmon Survey      |
| 293898 -         | 2007 RC301               | 12 settembre 2007 | Spacewatch             |
| 293899 -         | 2007 RR302               | 10 settembre 2007 | Spacewatch             |
| 293900 -         | 2007 RT302               | 12 settembre 2007 | CSS                    |

## 293901-294000
| Nome              | Designazione provvisoria | Data di scoperta  | Scopritore                        |
| ----------------- | ------------------------ | ----------------- | --------------------------------- |
| 293901 -          | 2007 RX302               | 13 settembre 2007 | Mt. Lemmon Survey                 |
| 293902 -          | 2007 RG309               | 10 settembre 2007 | Spacewatch                        |
| 293903 -          | 2007 RB314               | 13 settembre 2007 | CSS                               |
| 293904 -          | 2007 RH314               | 14 settembre 2007 | Mt. Lemmon Survey                 |
| 293905 -          | 2007 RJ314               | 15 settembre 2007 | CSS                               |
| 293906 -          | 2007 RO317               | 10 settembre 2007 | Mt. Lemmon Survey                 |
| 293907 -          | 2007 RU317               | 13 settembre 2007 | CSS                               |
| 293908 -          | 2007 SP                  | 18 settembre 2007 | Lowe, A.                          |
| 293909 Matterhorn | 2007 SS2                 | 16 settembre 2007 | Karge, S., Kling, R.              |
| 293910 -          | 2007 SX4                 | 18 settembre 2007 | LINEAR                            |
| 293911 -          | 2007 SK5                 | 18 settembre 2007 | LINEAR                            |
| 293912 -          | 2007 SC6                 | 21 settembre 2007 | LINEAR                            |
| 293913 -          | 2007 SP8                 | 18 settembre 2007 | Spacewatch                        |
| 293914 -          | 2007 SH10                | 19 settembre 2007 | Spacewatch                        |
| 293915 -          | 2007 SK11                | 20 settembre 2007 | CSS                               |
| 293916 -          | 2007 SQ13                | 19 settembre 2007 | Spacewatch                        |
| 293917 -          | 2007 SU13                | 19 settembre 2007 | Spacewatch                        |
| 293918 -          | 2007 SL14                | 20 settembre 2007 | Spacewatch                        |
| 293919 -          | 2007 SP15                | 30 settembre 2007 | Spacewatch                        |
| 293920 -          | 2007 SE16                | 30 settembre 2007 | Spacewatch                        |
| 293921 -          | 2007 SL16                | 30 settembre 2007 | Spacewatch                        |
| 293922 -          | 2007 SR18                | 20 settembre 2007 | Spacewatch                        |
| 293923 -          | 2007 SR22                | 19 settembre 2007 | LINEAR                            |
| 293924 -          | 2007 SX22                | 21 settembre 2007 | LINEAR                            |
| 293925 -          | 2007 SF23                | 25 settembre 2007 | Mt. Lemmon Survey                 |
| 293926 Harrystine | 2007 TJ1                 | 2 ottobre 2007    | Astronomical Research Observatory |
| 293927 -          | 2007 TR1                 | 4 ottobre 2007    | Mt. Lemmon Survey                 |
| 293928 -          | 2007 TF2                 | 4 ottobre 2007    | Spacewatch                        |
| 293929 -          | 2007 TB4                 | 6 ottobre 2007    | Ferrando, R.                      |
| 293930 -          | 2007 TQ4                 | 6 ottobre 2007    | Yeung, W. K. Y.                   |
| 293931 -          | 2007 TU5                 | 6 ottobre 2007    | LINEAR                            |
| 293932 -          | 2007 TO6                 | 6 ottobre 2007    | Chante-Perdrix                    |
| 293933 -          | 2007 TX6                 | 6 ottobre 2007    | OAM                               |
| 293934 MPIA       | 2007 TM8                 | 8 ottobre 2007    | Hormuth, F.                       |
| 293935 -          | 2007 TL9                 | 6 ottobre 2007    | LINEAR                            |
| 293936 -          | 2007 TM11                | 6 ottobre 2007    | LINEAR                            |
| 293937 -          | 2007 TG12                | 6 ottobre 2007    | LINEAR                            |
| 293938 -          | 2007 TM12                | 6 ottobre 2007    | LINEAR                            |
| 293939 -          | 2007 TT12                | 6 ottobre 2007    | LINEAR                            |
| 293940 -          | 2007 TX12                | 6 ottobre 2007    | LINEAR                            |
| 293941 -          | 2007 TU13                | 7 ottobre 2007    | LINEAR                            |
| 293942 -          | 2007 TS15                | 4 ottobre 2007    | Spacewatch                        |
| 293943 -          | 2007 TK16                | 8 ottobre 2007    | Crni Vrh                          |
| 293944 -          | 2007 TQ18                | 9 ottobre 2007    | Hug, G.                           |
| 293945 -          | 2007 TB20                | 6 ottobre 2007    | LINEAR                            |
| 293946 -          | 2007 TE20                | 6 ottobre 2007    | LINEAR                            |
| 293947 -          | 2007 TO23                | 10 ottobre 2007   | Mt. Lemmon Survey                 |
| 293948 -          | 2007 TF24                | 7 ottobre 2007    | CSS                               |
| 293949 -          | 2007 TG27                | 4 ottobre 2007    | Spacewatch                        |
| 293950 -          | 2007 TU28                | 4 ottobre 2007    | Spacewatch                        |
| 293951 -          | 2007 TX28                | 4 ottobre 2007    | Spacewatch                        |
| 293952 -          | 2007 TX29                | 4 ottobre 2007    | Spacewatch                        |
| 293953 -          | 2007 TR30                | 4 ottobre 2007    | Spacewatch                        |
| 293954 -          | 2007 TG32                | 6 ottobre 2007    | Spacewatch                        |
| 293955 -          | 2007 TM33                | 6 ottobre 2007    | Spacewatch                        |
| 293956 -          | 2007 TL35                | 7 ottobre 2007    | CSS                               |
| 293957 -          | 2007 TN35                | 7 ottobre 2007    | CSS                               |
| 293958 -          | 2007 TS35                | 7 ottobre 2007    | CSS                               |
| 293959 -          | 2007 TG40                | 6 ottobre 2007    | Spacewatch                        |
| 293960 -          | 2007 TN41                | 6 ottobre 2007    | Spacewatch                        |
| 293961 -          | 2007 TR41                | 6 ottobre 2007    | Spacewatch                        |
| 293962 -          | 2007 TY43                | 7 ottobre 2007    | Mt. Lemmon Survey                 |
| 293963 -          | 2007 TC44                | 7 ottobre 2007    | Spacewatch                        |
| 293964 -          | 2007 TV44                | 7 ottobre 2007    | CSS                               |
| 293965 -          | 2007 TG45                | 7 ottobre 2007    | CSS                               |
| 293966 -          | 2007 TT45                | 7 ottobre 2007    | CSS                               |
| 293967 -          | 2007 TU45                | 7 ottobre 2007    | CSS                               |
| 293968 -          | 2007 TD51                | 4 ottobre 2007    | Spacewatch                        |
| 293969 -          | 2007 TV51                | 4 ottobre 2007    | Spacewatch                        |
| 293970 -          | 2007 TC52                | 4 ottobre 2007    | Spacewatch                        |
| 293971 -          | 2007 TB53                | 4 ottobre 2007    | Spacewatch                        |
| 293972 -          | 2007 TJ53                | 4 ottobre 2007    | Spacewatch                        |
| 293973 -          | 2007 TB54                | 4 ottobre 2007    | Spacewatch                        |
| 293974 -          | 2007 TH55                | 4 ottobre 2007    | Spacewatch                        |
| 293975 -          | 2007 TH57                | 4 ottobre 2007    | Spacewatch                        |
| 293976 -          | 2007 TS57                | 4 ottobre 2007    | Spacewatch                        |
| 293977 -          | 2007 TX58                | 5 ottobre 2007    | Spacewatch                        |
| 293978 -          | 2007 TD59                | 5 ottobre 2007    | Spacewatch                        |
| 293979 -          | 2007 TY60                | 6 ottobre 2007    | Spacewatch                        |
| 293980 -          | 2007 TC63                | 7 ottobre 2007    | Mt. Lemmon Survey                 |
| 293981 -          | 2007 TL63                | 7 ottobre 2007    | Mt. Lemmon Survey                 |
| 293982 -          | 2007 TB64                | 7 ottobre 2007    | Mt. Lemmon Survey                 |
| 293983 -          | 2007 TG66                | 6 ottobre 2007    | BATTeRS                           |
| 293984 -          | 2007 TC67                | 12 ottobre 2007   | Chante-Perdrix                    |
| 293985 Franquin   | 2007 TF69                | 13 ottobre 2007   | Christophe, B.                    |
| 293986 -          | 2007 TG69                | 13 ottobre 2007   | Ries, W.                          |
| 293987 -          | 2007 TF70                | 10 ottobre 2007   | Mt. Lemmon Survey                 |
| 293988 -          | 2007 TX73                | 13 ottobre 2007   | Yeung, W. K. Y.                   |
| 293989 -          | 2007 TT74                | 15 ottobre 2007   | BATTeRS                           |
| 293990 -          | 2007 TZ74                | 15 ottobre 2007   | BATTeRS                           |
| 293991 -          | 2007 TM78                | 5 ottobre 2007    | Spacewatch                        |
| 293992 -          | 2007 TT78                | 5 ottobre 2007    | Spacewatch                        |
| 293993 -          | 2007 TK79                | 5 ottobre 2007    | Spacewatch                        |
| 293994 -          | 2007 TX79                | 7 ottobre 2007    | Mt. Lemmon Survey                 |
| 293995 -          | 2007 TT80                | 7 ottobre 2007    | Mt. Lemmon Survey                 |
| 293996 -          | 2007 TU81                | 7 ottobre 2007    | CSS                               |
| 293997 -          | 2007 TY83                | 8 ottobre 2007    | CSS                               |
| 293998 -          | 2007 TB84                | 8 ottobre 2007    | Spacewatch                        |
| 293999 -          | 2007 TE84                | 8 ottobre 2007    | CSS                               |
| 294000 -          | 2007 TH87                | 8 ottobre 2007    | Mt. Lemmon Survey                 |